# Tauriphila australis
Die Tauriphila australis ist eine der fünf Libellenarten der Gattung Tauriphila aus der Unterfamilie Pantalinae. Sie tritt in Ecuador, Brasilien und den Großen Antillen auf.

## Merkmale

### Bau der Imago

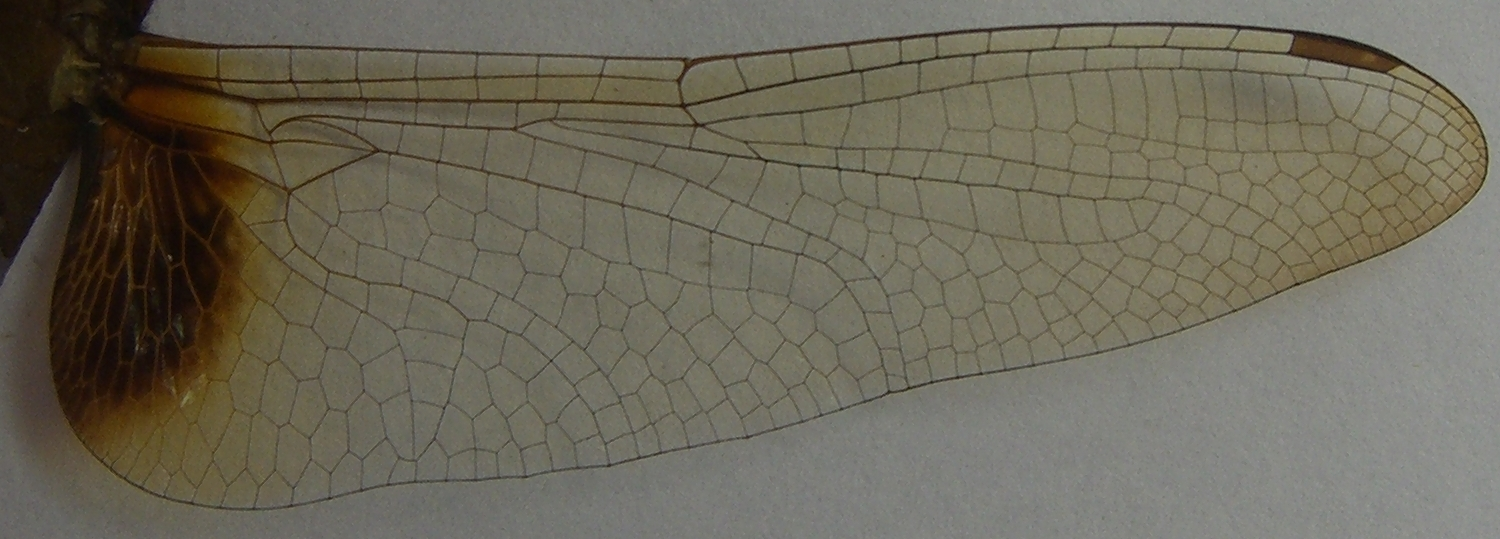
Hinterflügel eines Männchens

Das Tier erreicht eine Länge um die 43 Millimeter.
Beim männlichen Tier sind die Stirn und der Mund wie auch der restliche Körper hell lehmgelb, wobei die Stirnwülste und Anschwellungen zwischen den Nebenaugen einen starken violetten Schimmer aufweisen. Die Facettenaugen sind von oben betrachtet haselfarben von unten gesehen eher graubraun.
Bei den Weibchen hingegen dominieren brauntöne die ins orange abrutschen.
Die leicht angerauchten Flügel sind am Rand und am Ansatz leicht gelblich. Am Ansatz des hinteren Flügel befindet sich ein großer gelbgeaderter Schatten. Die Membranula ist grau und an den Vorderflügel fast schwärzlich. Das Pterostigma, das mit knapp 3 Millimetern recht lang ausfällt, ist graubraun.

### Bau der Larve
Die Larve erreicht eine Länge von 20 bis 21 Millimeter. Dabei sind die rundlichen Augen seitlich unten am Kopf angeordnet und das Abdomen endet eher stumpf. Die paarigen Seitenplatten (Ventrolateralplatten) des elften Hinterleibssegmentes, der sogenannte Paraproct, sind von der Seite gesehen glatt. Die unpaare dorsale Platte des elften Hinterleibssegmentes, der sogenannte Epiproct, ist 0,4 mal so lang wie der Paraproct.
Auf dem achten Segment befindet sich ein kleiner hackenartiger Fortsatz. Des Weiteren sind auf dem Palpus, einem Taster der Mundwerkzeuge, neun bis zwölf auf dem Prämentum dreizehn bis vierzehn Borsten zu finden.

## Namensgebung
Erstmals beschrieben wurde das Weibchen als Tramea australis und das Männchen als Tramea iphigenia durch Hagen im Jahr 1867. Der Holotyp des Weibchens stamme aus Kuba und ist heute Teil der Hagen’s Collection. Der des Männchens stammte aus Bogotá und befindet sich heute im Louis Agassiz Museum of Comparative Zoology. Bereits 1889 richtete W. F. Kirby mit der Tauriphila iphigenia als Generotyp die Gattung Tauriphila ein. Die Zusammengehörigkeit von australis und iphigenia wurde 1913 von Ris angeregt und gilt als anerkannt.